# 達美航空723號班機空難
達美航空723號班機（DL723）是一架由佛蒙特州伯靈頓飛往麻薩諸塞州波士顿的道格拉斯DC-9-31，註冊編號為N975NE，中間經停新罕布什尔州曼徹斯特。1973年7月31日11時08分，該班機在霧中向洛根機場儀錶著陸時降至下滑道以下，撞上攔水壩後墜毀，機上89人死亡。

## 失事飛機
失事的DC-9-31註冊編號為N975NE，生產序列號為47075，於1967年製造，事發時已累計飛行14639小時。這架DC-9原屬東北航空，1972年達美航空在併購東北航空時將該機一併購入。

## 事發經過

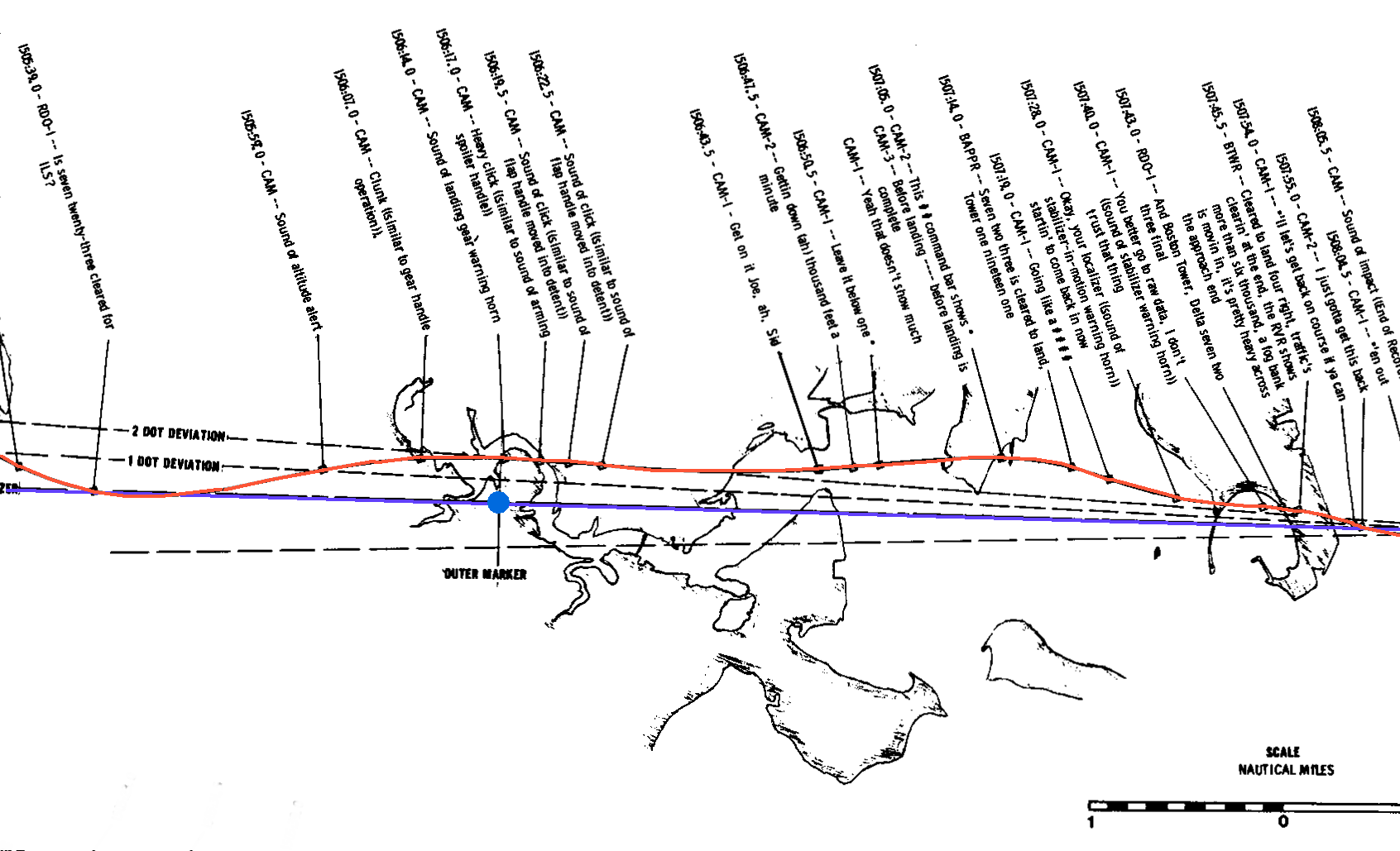
NTSB報告顯示的DL723號班機進近路線（從左向右）；紅線為實際航跡，藍線為定位信標連線

飛機在3,000英尺（910）處時得到波士頓機場管制的引航，以45度偏角向4R跑道做最後進近，此時飛機位置在外指點標以外2海里（3.7）。事後的調查表明，管制員正忙於處理一起可能發生的兩機相撞事件，從而忘記指示DL723班機的進近。723號班機的機組人員只得向管制員請求進近許可，飛機隨即接到許可，但當時距開始引航已超過一分鐘，飛機已飛過外指點標，機師未能維持飛機的下降率和空速，降至下滑道以下，偏離定位信標，撞上跑道起點以外165英尺（50）處的海堤，墜毀於移位跑道入口外3,000英尺（910）處，機上89人中的87人死亡。2小時之後，其中一名生還者死亡，另外一人於1973年12月11日因嚴重燒傷而不治身亡。
事發時，洛根機場有霧且光線較為昏暗，雲幕為400英尺（120），能見度為0.5英里，有微風，跑道視程為1400至6000英尺（430至1830米）。

## 調查
美國國家運輸安全委員會在對此事的調查中檢索了飛行紀錄儀的數據，並通過一系列模擬，得出以下結論：機組人員錯誤設置了飛行指引儀，在最後進近時將其設置為復飛模式，而不是進近模式，這使得飛機偏航。根據艙音記錄儀，飛機降至下滑道以下後，機組人員沒有認識到所在高度，直至飛機墜毀。